# 寇英傑
寇英傑（1880年—1952年）字弼臣，山東省兗州府陽穀縣人，一说武定府利津县人，中華民国军事将领。

## 生平
寇英傑幼年時代即参軍，原在河南省毅军赵倜部下任职，后入王占元部任团长。
1924年（民国13年）秋第二次直奉战争後，他就任湖北陸軍第2混成旅旅長。同年12月，他升任第1師師長。1924年他被将军府授将军，同年他升“涵威将军”。1925年（民国14年）10月，他任吴佩孚手下的第2路軍司令。1926年（民国15年），他任豫軍总司令，担负河南督办的職務。吴佩孚被北伐军击败後，1927年（民国16年）1月寇英傑辞任并下野。
此後，他在張宗昌领导的直魯聯軍中任第12軍軍長。后来他投降国民政府，被任命为国民革命軍第44軍軍長。
後来寇英傑曾被汪精卫的南京国民政府任命为参謀本部上将参議。但其具体活動不詳，1952年10月，寇英傑在北京病逝。